# Кошкино (Витебская область)
Кошкино (бел. Ко́шкіна) — деревня в Городокском районе Витебской области Белоруссии. Входит в состав Бычихинского сельсовета.
Находится в 3 километрах к востоку от деревни Лахи.

## Население
- 1999 год — 20 человек
- 2010 год — 9 человек
- 2019 год — 4 человека[1]